# Tim O'Reilly

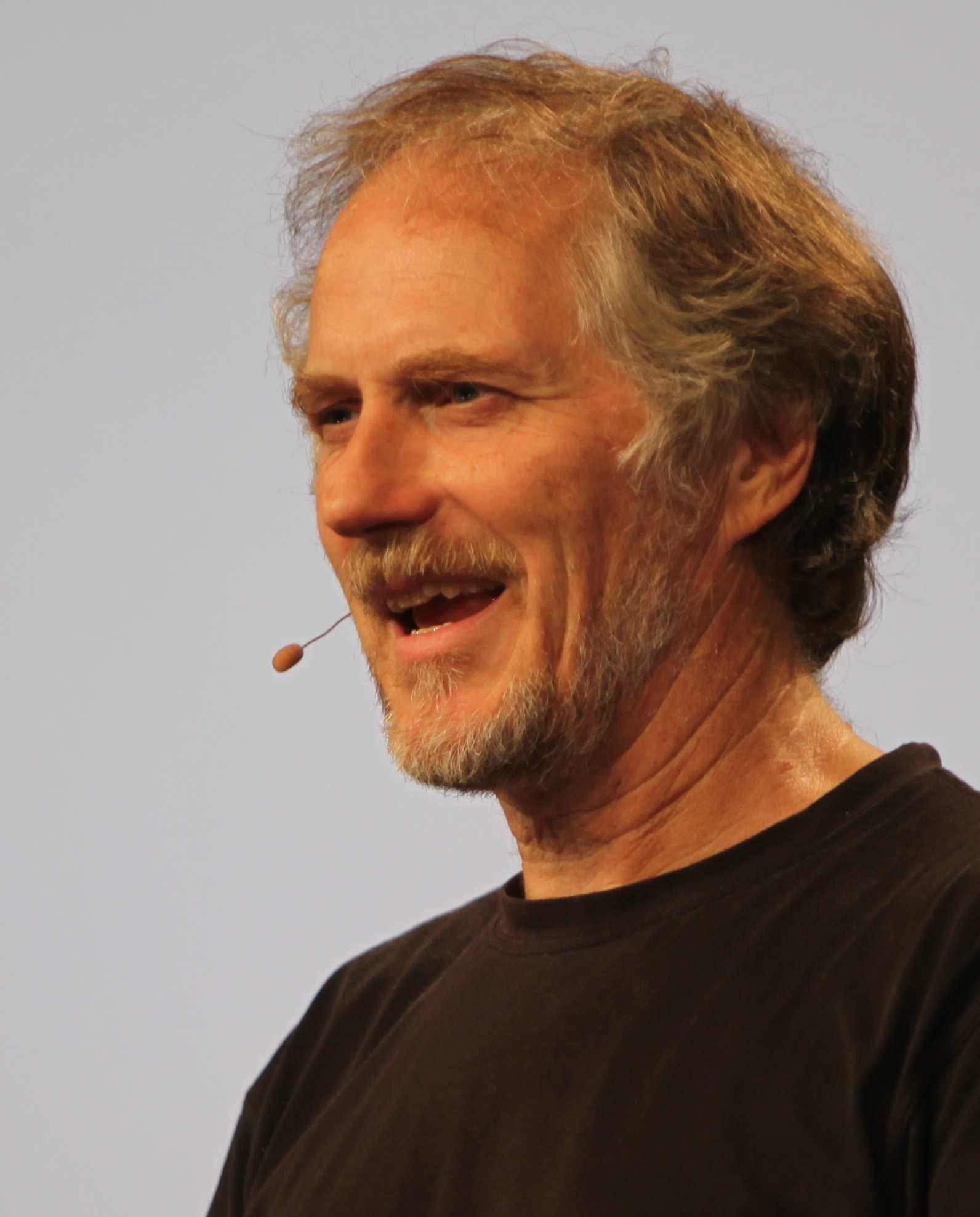
Tim O’Reilly

Tim O'Reilly (* 6. června 1954) je americký vydavatel a autor, zakladatel společnosti O'Reilly Media a intelektuál působící v Silicon Valley. Za jeho nejdůležitější knihu je považována publikace „WTF?: What's the Future and Why It's Up to Us“, která vyšla česky jako „WTF?: Co přinese budoucnost a jak ji přežít“. O'Reilly rovněž zpopularizoval pojmy otevřený software a Web 2.0.

## Život a vzdělání
Tim O'Reilly se narodil v Irsku, ale v dětství se se svými rodiči přestěhoval do San Franciska v Kalifornii. Během dospívání ho inspirovala práce spisovatele George Simona, později se seznámil také s prací Alfreda Korzybského, polsko-amerického filozofa. V roce 1973 O'Reilly nastoupil na Harvardovu univerzitu, kde absolvoval klasická studia, ale záhy se začal věnovat počítačům.

## Kariéra
O'Reilly začínal jako technický redaktor v roce 1977. V roce 1983 začal publikovat počítačové manuály ve městě Newton, Massachusetts. Později se vrátil do Kalifornie, kde v roce 1989 vydal „Whole Internet User's Guide and Catalog". Publikace se v roce 1992 stala bestsellerem.
Založil nakladatelství O’Reilly Media, jež nejdříve vydávalo knihy o programování a informačních technologiích, postupně se začalo zaměřovat také na online kurzy a pořádání konferencí o inovacích v IT odvětví.
V roce 1993 rozpoznal potenciál internetu a spustil první komerční webovou stránku a první on-line katalog webových stránek. Později prosadil pojmy „open source“ nebo „Web 2.0“.
V současné době působí ve správních radách tří společností: Safari Books Online, Maker Media, a PeerJ. Dříve působil také ve správní radě Macromedia, a to do fúze s firmou Adobe Systems. Byl také členem správní rady MySQL AB, než byla prodána Sun Microsystems. Pracuje rovněž ve správní radě pro skupinu Code for America. Investoval do společností, jako je například Blogger, Delicious, Foursquare, Bitly a Chumby.

## Otevřený software
O'Reilly zpopularizoval pojem „otevřený software“ neboli „open source“. Ten považuje za neoddělitelně spojený s vývojem internetu. Prosazuje protokoly TCP / IP, Sendmail, Apache, Perl, Linus a další platformy s otevřeným zdrojovým kódem.

## Web 2.0
V roce 2003, po splasknutí technologické bubliny (nazývané také jako internetová horečka), hledal O'Reilly cestu, jak znovu nastartovat nadšení v internetovém průmyslu. Spolu se svými spolupracovníky začal užívat pojem Web 2.0.
Web 2.0 zdůrazňuje obsah vytvořený uživatelem, uživatelskou přívětivost, participaci a propojení internetu s dalšími produkty a zařízeními. Termín vymyslel Darcy DiNucci v roce 1999. Zpopularizovali ho Tim O'Reilly a Dale Dougherty na konferenci O'Reilly Media Web 2.0 koncem roku 2004.

## Kniha WTF
Za nejdůležitější knihu, kterou Tim O'Reilly napsal, je považovaná publikace „WTF?: What's the Future and Why It's Up to Us“, kterou česky vydalo nakladatelství Jan Melvil Publishing jako „WTF?: Co přinese budoucnost a jak ji přežít“. Časopis Forbes knihu zařadil mezi top deset technologických knih roku 2017.
Autor v knize nejdříve přibližuje historii IT za uplynulých 40 let. Odhaluje zákulisí technologických nadnárodních firem, jako je například Google, Facebook, Uber nebo Amazon. Čtenáři umožňuje pochopit, jak fungují špičkové technologie i nové modely byznysu, nahlíží na ekonomiku i finanční trhy. Zároveň v knize ukazuje, jaká podle něho bude budoucnost: stroje lidi nenahradí, ale budou s nimi spolupracovat a společně vytvoří lepší svět. Dodává ale, že možností je vždy více, a jaká budoucnost nastane, záleží na nás. Klíčová při tom budou „prozíravá rozhodnutí“ – osobní i politická.
Financial Times označil knihu za břitkou a provokativní. „Čtivý a přesvědčivý popis toho, jak se technologie proplétá s reálným světem. Pokud tato kniha dokáže přimět aspoň několik technologických titánů, aby nespouštěli ze zřetele společenské a politické dopady své činnosti, pak splnila svůj cíl.“